# She Belongs to Me
She Belongs to Me est une chanson de Bob Dylan publiée pour la première fois en tant que deuxième morceau de son album Bringing It All Back Home de 1965. La chanson ferait référence à une ancienne petite amie, Suze Rotolo, à la chanteuse folk Joan Baez, à la chanteuse Nico ou encore à Sara Lownds, la femme que Dylan épousera en novembre 1965.

## Enregistrement
La version de la chanson qui apparaît sur Bringing It All Back Home a été enregistrée l'après-midi du 14 janvier 1965 et produite par Tom Wilson. Dylan l'a interprétée avec les musiciens de rock qui l'accompagnaient sur les chansons de la première face de l'album, dont Bruce Langhorne à la guitare électrique,,,.
Différentes versions de la chanson ont été enregistrées lors des sessions Bringing It All Back Home de janvier 1965. Comme l'autre chanson d'amour de la face A, Love Minus Zero/No Limit, She Belongs to Me a été enregistrée le 13 janvier 1965 en version acoustique. Une prise mettant en vedette Dylan, Langhorne et le bassiste Bill Lee est sortie en 2005 sur l'album The Bootleg Series Vol. 7: No Direction Home: The Soundtrack. Les notes de la pochette indiquent qu'elle a été enregistrée le 14 janvier mais le spécialiste de Dylan Clinton Heylin la date au 13 janvier. Les enregistrements du 13 janvier et une première prise du 14 janvier ont été publiés sur les versions 6 disques et 18 disques de The Bootleg Series Vol. 12: The Cutting Edge 1965–1966 en 2015. (Une version non publiée de la chanson a également été enregistrée avec seulement des guitares et une basse le soir du 14 janvier) La chanson avait d'abord été intitulée « Worse Than Money » lors des sessions du 13 janvier 1965, puis a été brièvement répertoriée sous le titre « My Girl » lors des sessions du 14 janvier.

## Signification
Le titre de la chanson est peut-être ironique,,,. La femme décrite dans la chanson n'appartient à personne, comme le suggèrent les paroles « Elle n'est l'enfant de personne, la loi ne peut pas du tout la toucher. » ,, Mais cela est ouvert à l'interprétation. Les paroles décrivent comment le chanteur « s'incline devant elle le dimanche » et « la salue quand c'est son anniversaire »,. D'autres vers célèbrent l'affirmation de soi et la conviction morale de la femme. Les paroles peuvent faire référence à Suze Rotolo qui fut la petite amie de Dylan de juillet 1961 à début 1964. Certaines paroles de She Belongs to Me pourraient concerner l'ancienne amante de Dylan, la chanteuse folk Joan Baez, notamment ce vers décrivant une femme portant une « bague égyptienne » : Dylan avait en effet offert une telle bague à Baez,,.
De même, les vers « Elle fait disparaître l'obscurité de la nuit / Et peint le jour en noir » ressemblent à un verset du livre de Job de l'Ancien Testament. Le verset 5:14 dit en effet: « Ils rencontrent les ténèbres pendant le jour, / et tâtonnent en plein midi comme pendant la nuit. » 
Parmi les vers pouvant concerner Baez, figure aussi celui qui la décrit comme « une artiste » et une « antiquité ambulante ». Il s'agit peut être d'une référence au désir de Baez de pousser Dylan à continuer d'écrire des chansons de protestation, mais ce pourrait aussi être un compliment.
John Cale du Velvet Underground a déclaré qu'il pensait que la chanson parlait de Nico, avec qui Dylan avait passé du temps à l'époque de la composition de la chanson.
L'artiste britannique Caroline Coon affirme sur son site Web que la chanson parle d'elle.
Une autre interprétation de la chanson affirme qu'il s'agit d'un hymne à la muse de Dylan, la décrivant comme inaccessible mais dominatrice.

## Style musical
L'amertume perçue ou imaginée dans les paroles est compensée par la douceur du chant de Dylan et la délicatesse de l'accompagnement. La chanson est une forme de blues symétrique de 12 mesures,,. Le critique musical Robert Shelton l'a décrite comme ayant une mélodie douce, avec un phrasé détendu et un rythme oscillant, semblable à celui d'une valse, même si le morceau n'a pas la signature temporelle 3/4 d'une valse mais plutôt une signature 4/4.[réf. nécessaire]

## Accueil critique
Dans sa critique lors de la sortie du single, Cash Box a décrit She Belongs to Me comme un « shuffler triste et plein d'émotions ».
Dans un sondage de 2005 auprès des lecteurs de Mojo, She Belongs to Me a été classée comme la 98e meilleure chanson de Bob Dylan et un sondage parallèle auprès d'artistes l'a classée à la 53e place. En 2002, Uncut l'a placée comme 14e meilleure chanson de Bob Dylan.

## Autres sorties
La chanson, publiée pour la première fois sur Bringing It All Back Home en 1965, a ensuite été intégrée sur plusieurs compilations et albums live de Dylan, notamment Bob Dylan's Greatest Hits Vol. 2 en 1971. Elle a également été incluse dans le film No Direction Home de Martin Scorsese et publiée sur l'album de sa bande originale, The Bootleg Series Vol. 7: No Direction Home: The Soundtrack, en 2005, sous forme d'extrait des séances d'enregistrement originales.
Une version live lors du passage de Dylan au festival de l'île de Wight en 1969 est sortie sur Self Portrait en 1970. Dylan la chante avec sa voix de crooner country similaire à celle de l'album Nashville Skyline. She Belongs to Me a ouvert le célèbre concert du 17 mai 1966 au Free Trade Hall de Manchester, en Angleterre (plus connu mais à tort sous le nom de concert du « Royal Albert Hall »), publié sur The Bootleg Series Vol. 4: Bob Dylan Live 1966, The "Royal Albert Hall" Concert en 1998. Une version de la chanson interprétée le 10 mai 1965 au Royal Albert Hall est sortie en 2018 sur Live 1962-1966: Rare Performances From The Copyright Collections.
En novembre 2016, toutes les versions live de la chanson enregistrées par Dylan en 1966 ont été publiées dans le coffret The 1966 Live Recordings, et celle du 26 mai 1966 publiée séparément sur l'album The Real Royal Albert Hall 1966 Concert.

## Reprises
La chanson a été reprise par divers artistes, dont Barry McGuire, The Grateful Dead (de la tournée de 1985 présentée dans Dick's Picks Volume 21), The Flying Burrito Brothers, Tom Tom Club, Alain Bashung, Leon Russell, The Nice, Richard Shindell, Billy Preston, Buddy Greene, Lloyd Cole, Ricky Nelson, Neil Finn et Pajama Club, Buffalo Tom, Ane Brun, Ólöf Arnalds, Trish Murphy, The Masterminds, Augie Meyers, The Rose Garden et Tina Turner. Elle a également fait l'objet d'une version française par Francis Cabrel intitulée "Elle m'appartient (C'est une artiste)" sur son album Des roses et des orties (2008). La version country de Ricky Nelson a été un succès au Top 40 américain.
Bien qu'elle n'ait jamais été incluse dans un album (à l'exception des téléchargements gratuits d'un enregistrement d'un concert au Robin 2 Music Hall de Bilston (près de Wolverhampton, Royaume-Uni) en novembre 2016 sur le site Web de Harley), Steve Harley a inclus la chanson dans sa tournée acoustique de 9 spectacles en trio en novembre 2016, ainsi que dans les 11 spectacles avec son groupe au grand complet en 2017, en hommage à Dylan.